# Isabelle Renauld
Pour les articles homonymes, voir Renauld.
Isabelle Renauld, née le 24 novembre 1965 à Saint-Malo (Ille-et-Vilaine), est une actrice française.
Elle a suivi une formation à l'école de comédiens de Nanterre-Amandiers dirigée par Patrice Chéreau de 1985 à 1987.
Elle a été nommée chevalière dans l'Ordre des Arts et des Lettres en janvier 2010.

## Biographie
Née à Saint-Malo d'un père pharmacien et d'une mère enquêtrice pour l'ifop, ses parents divorcent lorsqu'elle a 5 ans et elle grandit auprès de sa mère et de sa sœur de 3 ans son ainée. Très vite, elle se passionne pour le théâtre et décide de quitter la Bretagne à 16 ans pour se vouer au métier d'actrice à Paris.
Elle est admise à la « classe libre » du cours Florent en 1984 où elle rencontre Pierre Romans qui l'incite à tenter le concours de l'école des Amandiers à Nanterre qu'il dirige avec Patrice Chéreau. Reçue à ce concours où seuls les 20 premiers feront partie de la troupe de Patrice Chéreau, elle y apprend son métier avec Agnès Jaoui, Vincent Perez, Valeria Bruni Tedeschi, Bruno Todeschini, Marc Citti, et y rencontre Laurent Malet qui deviendra son compagnon et le père de son fils, Théo.
En 1990, elle décroche le rôle d'Isabelle dans L'Opération Corned Beef aux côtés de Christian Clavier et Jean Reno. Elle accède à la notoriété en 1996 avec le sulfureux Parfait Amour ! de Catherine Breillat qui la récompense du Prix Michel-Simon.
Un an plus tard en 1997, elle rencontre Theo Angelopoulos et tourne avec lui L'Éternité et Un Jour récompensé de la palme d'or au Festival de Cannes en 1998.
Elle tourne trois films auprès de François Dupeyron en 1999, 2001 et 2003 (C'est quoi la vie ?, Monsieur Ibrahim et les Fleurs du Coran, et La Chambre des officiers) deux fois avec Philippe Lioret en 2006 et 2011 (Je vais bien, ne t'en fais pas et Toutes nos envies) et deux fois avec Catherine Breillat.
Elle vit à Paris mais retourne souvent à Saint-Malo se « ressourcer » et renouer avec ses racines,.

### Vie privée
Elle vit avec le comédien Laurent Malet depuis 1987. Ensemble, ils ont un fils, Théo, né en janvier 1988.

## Filmographie

### Cinéma
- 1986 : Les Fugitifs de Francis Veber
- 1987 : Hôtel de France de Patrice Chéreau
- 1987 : L'Amoureuse de Jacques Doillon
- 1989 : Chimère de Claire Devers
- 1991 : L'Opération Corned Beef de Jean-Marie Poiré
- 1993 : Altitudes de Eva Darlan (court-métrage)
- 1993 : Louis, enfant roi de Roger Planchon
- 1996 : Les Frères Gravet de René Féret
- 1996 : Parfait Amour ! de Catherine Breillat
- 1998 : L'Éternité et Un Jour de Theo Angelopoulos
- 1998 : Ça ne se refuse pas de Éric Woreth
- 1998 : Le Barbier de Sibérie de Nikita Mikhalkov
- 1999 : C'est quoi la vie ? de François Dupeyron
- 2000 : Les Blessures assassines de Jean-Pierre Denis
- 2001 : La Chambre des officiers de François Dupeyron
- 2001 : Vidocq de Pitof
- 2003 : Monsieur Ibrahim et les Fleurs du Coran de François Dupeyron
- 2005 : Je préfère qu'on reste amis... d'Olivier Nakache et Éric Toledano
- 2005 : Imposture de Patrick Bouchitey
- 2006 : Je vais bien, ne t'en fais pas de Philippe Lioret
- 2007 : Une vieille maîtresse de Catherine Breillat
- 2011 : La Traque de Antoine Blossier
- 2011 : Toutes nos envies de Philippe Lioret
- 2014 : La Braconne de Samuel Rondière
- 2022 : Les Amandiers de Valeria Bruni Tedeschi

### Télévision
- 1988 : Retour à Malaveil de Jacques Ertaud : Catherine
- 1989 : Coplan (épisode : Coups durs)
- 1992 : Une famille formidable : Nelly, la maîtresse de Jacques (saison 1)
- 1993 : Monsieur Ripois
- 1994 : L'Instit de Michel Favart : Christine Boussard (saison 2, épisode 1 : Tu m'avais promis)
- 1999 : Les Montagnes bleues : Laure Peletier
- 1999-2002 : Brigade spéciale
- 2000 : Joséphine, ange gardien de Nicolas Cuche (saison 4, épisode 1 : Une famille pour Noël)
- 2003 : Le Train de 16h19
- 2004 : L'Enfant de l'aube d'Yves Angelo
- 2004 : Les Amants du bagne de Thierry Binisti
- 2005 : Joséphine, ange gardien de Sylvie Ayme (saison 9, épisode 2 : Trouvez-moi le prince charmant !)
- 2006 : Le Piano oublié d'Henri Helman
- 2006 : Le Doux Pays de mon enfance de Jacques Renard
- 2007 : Notable, donc coupable de Dominique Baron et Francis Girod
- 2007 : Sauveur Giordano : Paula Fabre (épisode Descente aux Enfers)
- 2008 : Julie Lescaut de Pierre Aknine : Caroline Dumont (saison 17, épisode 4 : Alerte enlèvement)
- 2009 : Duel en ville
- 2009 : Contes et nouvelles du XIXe siècle de Claude Chabrol (saison 1, épisode Le Petit Vieux des Batignolles)
- 2009 : Frères de sang
- 2009-2015 : Braquo
  - Saison 1 d'Olivier Marchal et Frédéric Schoendoerffer (2009)
  - Saison 2 de Philippe Haïm et Éric Valette (2011)
  - Saison 3 de Frédéric Jardin et Manuel Boursinhac (2013)
  - Saison 4 de Xavier Palud et Frédéric Jardin (2015)
- 2010 : Profilage : Carole Bertrand (saison 2, épisode 3 : Comme sa mère)
- 2011 : La Femme qui pleure au chapeau rouge de Jean-Daniel Verhaeghe
- 2012 : Trafics de Olivier Barma
- 2013 : Vaugand de Charlotte Brändström
- 2013 : Une femme dans la Révolution de Jean-Daniel Verhaeghe
- 2014 : Toi que j'aimais tant d'Olivier Langlois
- 2014 : Au nom des fils de Christian Faure
- 2014 : La Voyante de Henri Helman
- 2015 : Envers et contre tous de Thierry Binisti
- 2016 : Monsieur Paul de Olivier Schatzky : Marianne G.
- 2017 : Joséphine, ange gardien de Stephan Kopecky : Odette (saison 18, épisode 1 : La femme aux gardénias)
- 2017 : Souviens-toi de Pierre Aknine[5] : Fabienne Gaudin (mini-série)
- 2017 : Un ciel radieux de Nicolas Boukhrief
- 2017 : La Mort dans l'âme de Xavier Durringer : Valérie Lagnier
- 2018 : Au-delà des apparences d'Éric Woreth : Maud
- 2018 : Kepler(s) de Frédéric Schoendoerffer : Catherine Hadad
- 2019 : Commissaire Magellan : Hélène Laugier (épisode 33 La Nébuleuse d'Orion)
- 2020 : Caïn
- 2020 : Un mauvais garçon de Xavier Durringer : Cécile Delage
- 2021 : Demain nous appartient : Marie-Dominique De La Chauvilere
- 2022 : Enquête à cœur ouvert de Frank Van Passel : Professeur Lemoine
- 2023 : Cassandre de Mathieu Masmondet et Bruno Lecigne : Maria Bouvier (saison 7, épisode 3 : Une cuisine de caractère)
- 2024 : Cette nuit-là de Myriam Vinocour : Anaïs Muller

### Doublage
- 2021 : Dom : ? ( ? )

## Théâtre
- 1987 : Penthésilée de Heinrich von Kleist, mise en scène Pierre Romans, Festival d'Avignon, Théâtre Nanterre-Amandiers
- 1987 : Platonov d'Anton Tchekhov, mise en scène Patrice Chéreau, Festival d'Avignon, Théâtre Nanterre-Amandiers, Sacha
- 2007 : La Vérité toute nue de David Lodge, mise en scène Christophe Correia, Théâtre Marigny

## Distinctions

### Décoration
- Chevalier de l'ordre des Arts et des Lettres

### Récompenses
- 1997 : Prix Michel Simon, pour Parfait Amour ![6]
- 1997 : Nomination au césar du meilleur espoir féminin pour Parfait Amour !